# Gwanak-san
Le Gwanak-san (coréen : 관악산), ou mont Gwanak, est une montagne culminant à 632 mètres d'altitude au sud de Séoul, en Corée du Sud. Son nom signifie « pic en forme d’orgue» en coréen. C'est une montagne très populaire parmi les randonneurs coréens (souvent retraités) car elle est facilement accessible en transports en commun (elle se situe en effet à côté des stations Seoul National University, Nakseongdae et Sadang). Environ 5 millions de randonneurs la visitent chaque année. Le massif du Gwanak-san fut déclaré parc naturel en 1968.
À son sommet se trouvent le temple Wongaksa et l'ermitage Yeonjuam, qui furent construits par Taejo lorsqu'il déplaça la capitale à Séoul afin de chasser le mauvais sort. D'autres édifices religieux se trouvent sur les flancs de la montagne, comme l'ermitage Seongjuam.

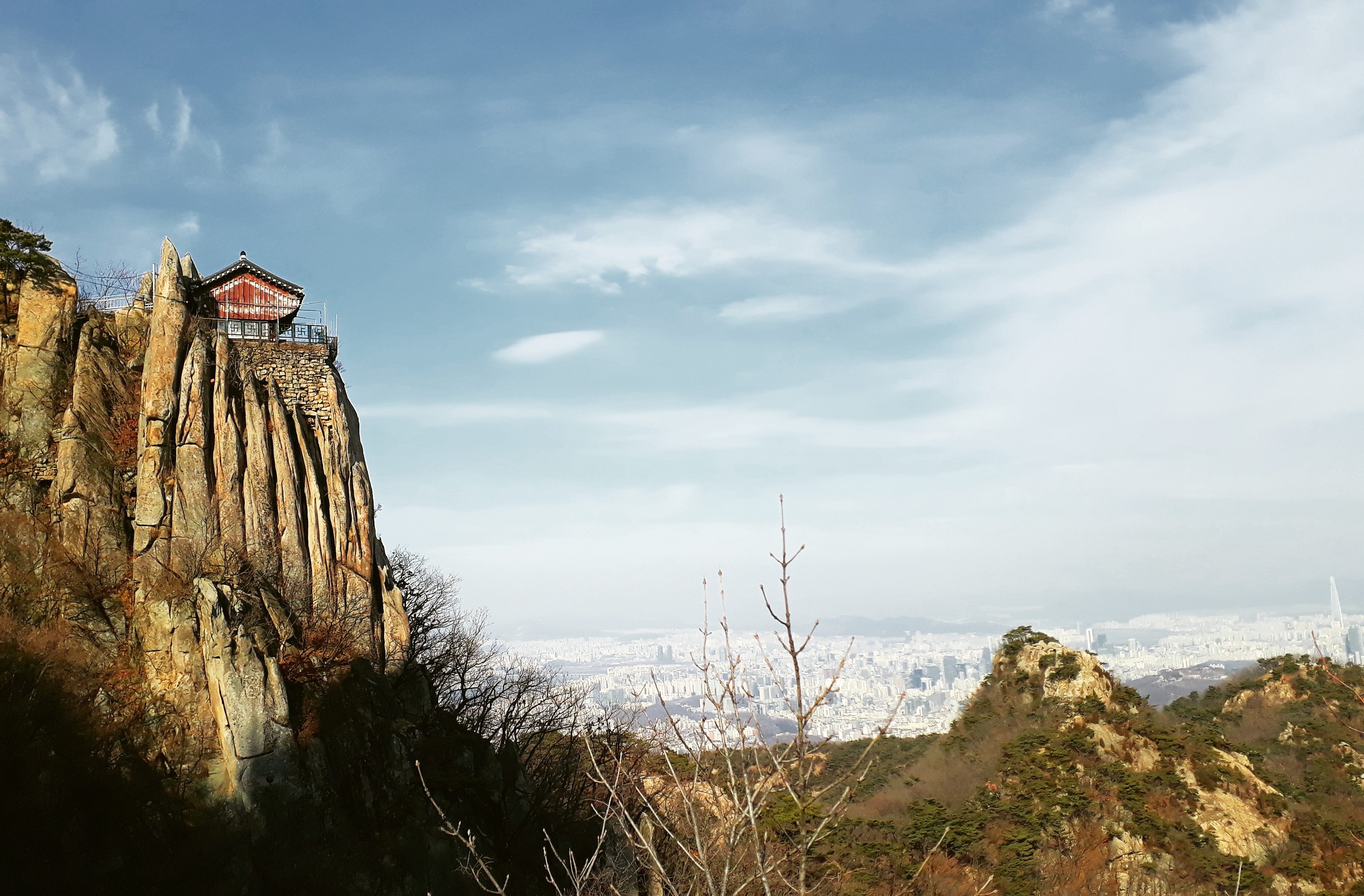
Ermitage Yeonjudae.
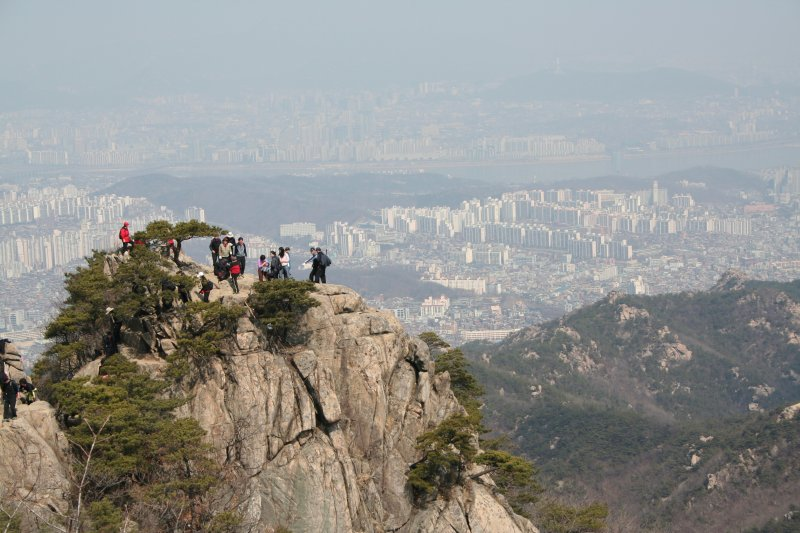
Sommet du mont Gwanak.
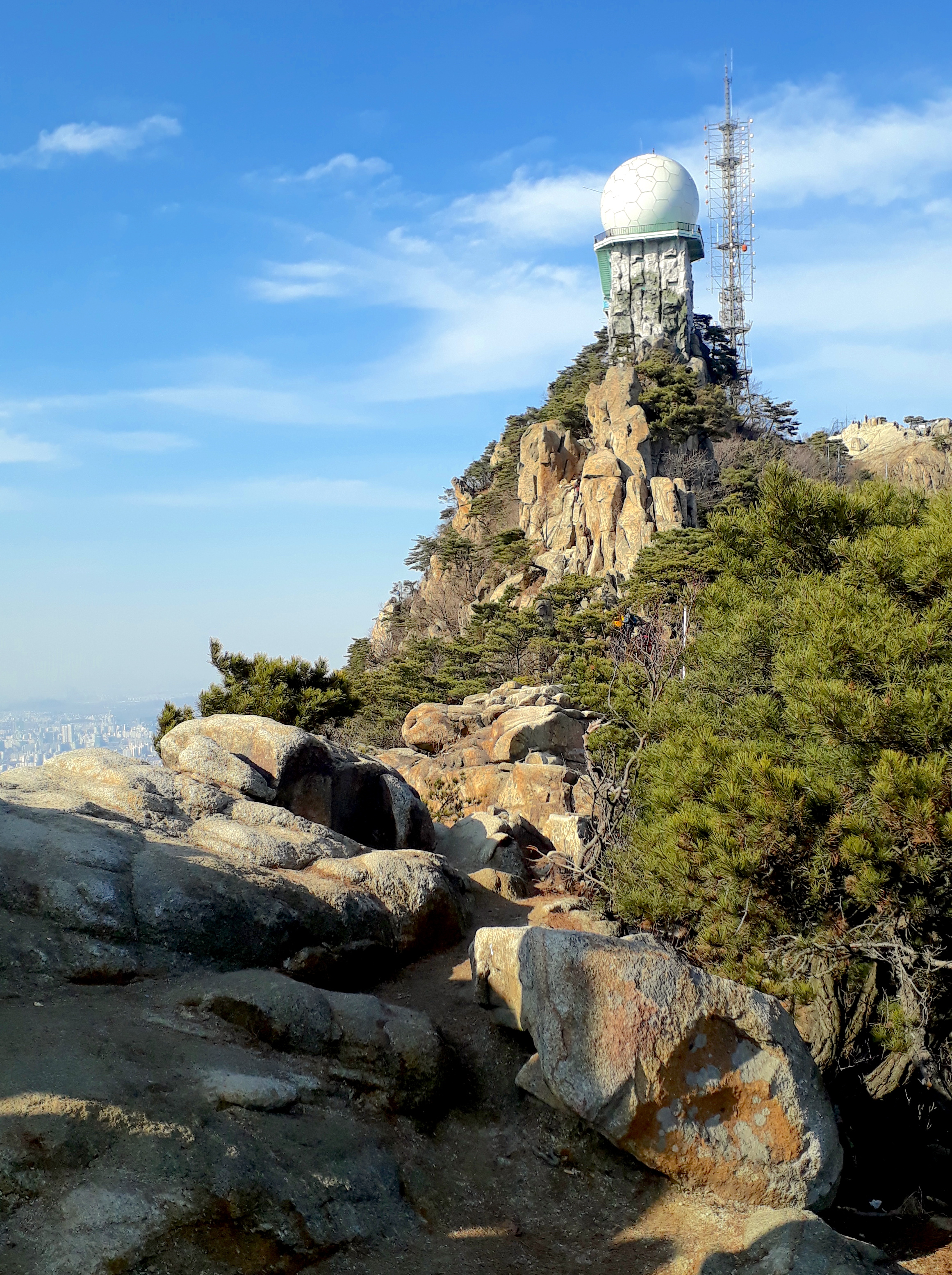
Radar météorologique au sommet du Gwanak-san